# 포커스뉴스
포커스뉴스는 2015년 7월 23일에 창간했던 대한민국 민영 통신사이다.  본사는 서울특별시 서초구 서초동 1549-7 솔본빌딩에 있었다. 2003년 6월 16일 대한민국의 첫 무료신문인 메트로에 이어 2번째로 창간됐다가 2014년 4월 30일 폐간되며 5월 1일부터 온라인뉴스 서비스만 제공했고, 2015년 포커스뉴스로 이름을 바꾸고 뉴스 통신사로 출범했다. 그러나 2017년 5월 31일 적자가 113억에 이르게 되자 폐업하였다.